# Liste der Botschafter der Vereinigten Staaten in Oman

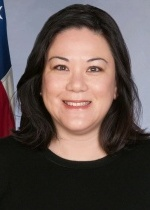
Leslie M. Tsou, derzeitige Botschafterin in Oman

Der Botschafter der Vereinigten Staaten von Amerika in Oman ist der bevollmächtigte Botschafter der Vereinigten Staaten von Amerika im Sultanat Oman (bis 1952 Gesandter).

## Botschafter
| Amtszeit  | Name                       | Bemerkungen |
| --------- | -------------------------- | --- |
| 1972–1974 | William A. Stoltzfus Jr.   | Zeitgleich Botschafter in Bahrain, Kuwait, Katar, und Vereinigte Arabische Emirate, stationiert in Kuwait City |
| 1974–1978 | William Down Wolle         | |
| 1978–1981 | Marshall Wayne Wiley       | |
| 1981–1985 | John R. Countryman         | |
| 1985–1989 | George Cranwell Montgomery | |
| 1989–1992 | Richard Wood Boehm         | |
| 1992–1995 | David J. Dunford           | |
| 1996–1999 | Frances D. Cook            | |
| 1999–2001 | John Bruce Craig           | |
| 2001–2002 | Robert W. Dry              | Chargé d’Affaires ad interim                                                                                   |
| 2002–2006 | Richard L. Baltimore III   | |
| 2006–2009 | Gary Anthony Grappo        | |
| 2009–2012 | Richard J. Schmierer       | |
| 2012–2015 | Greta Christine Holtz      | |
| 2016–2019 | Marc Jonathan Sievers      | |
| 2020–     | Leslie M. Tsou             | |